# 奥迪Q7
奥迪Q7（Audi Q7）是一輛由德國奥迪設計製造的中型SUV，2005年至今共開發出兩代。這款車型的設計與構造和同集團的福斯Touareg、保時捷Cayenne系出同門。

## 第一代
Q7（內部代號Typ 4L）自2002年開始開發，在2005年至2015年間生產。2009年圓石灘車展上其中期改款亮相。

## 第二代

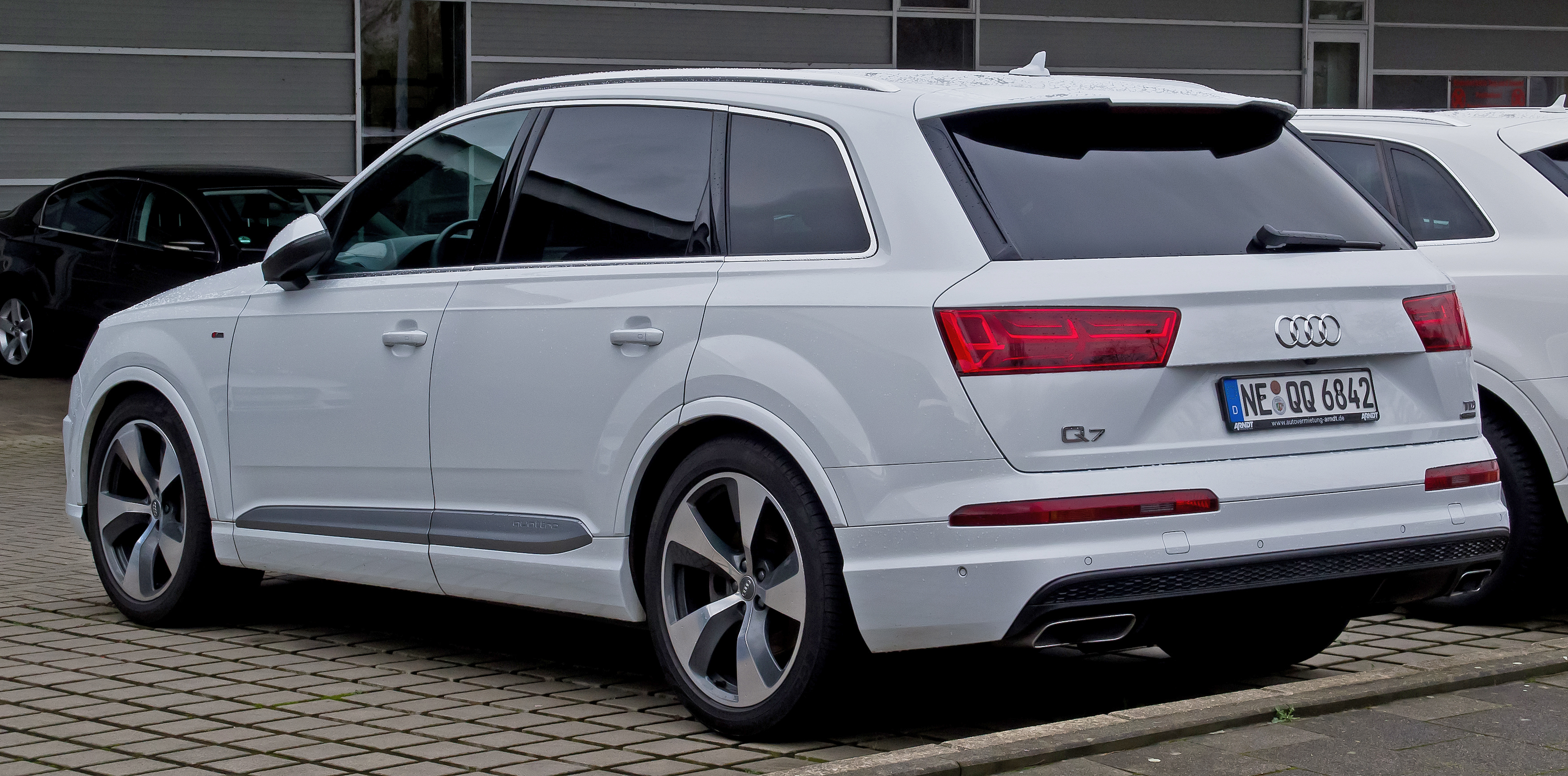
尾部

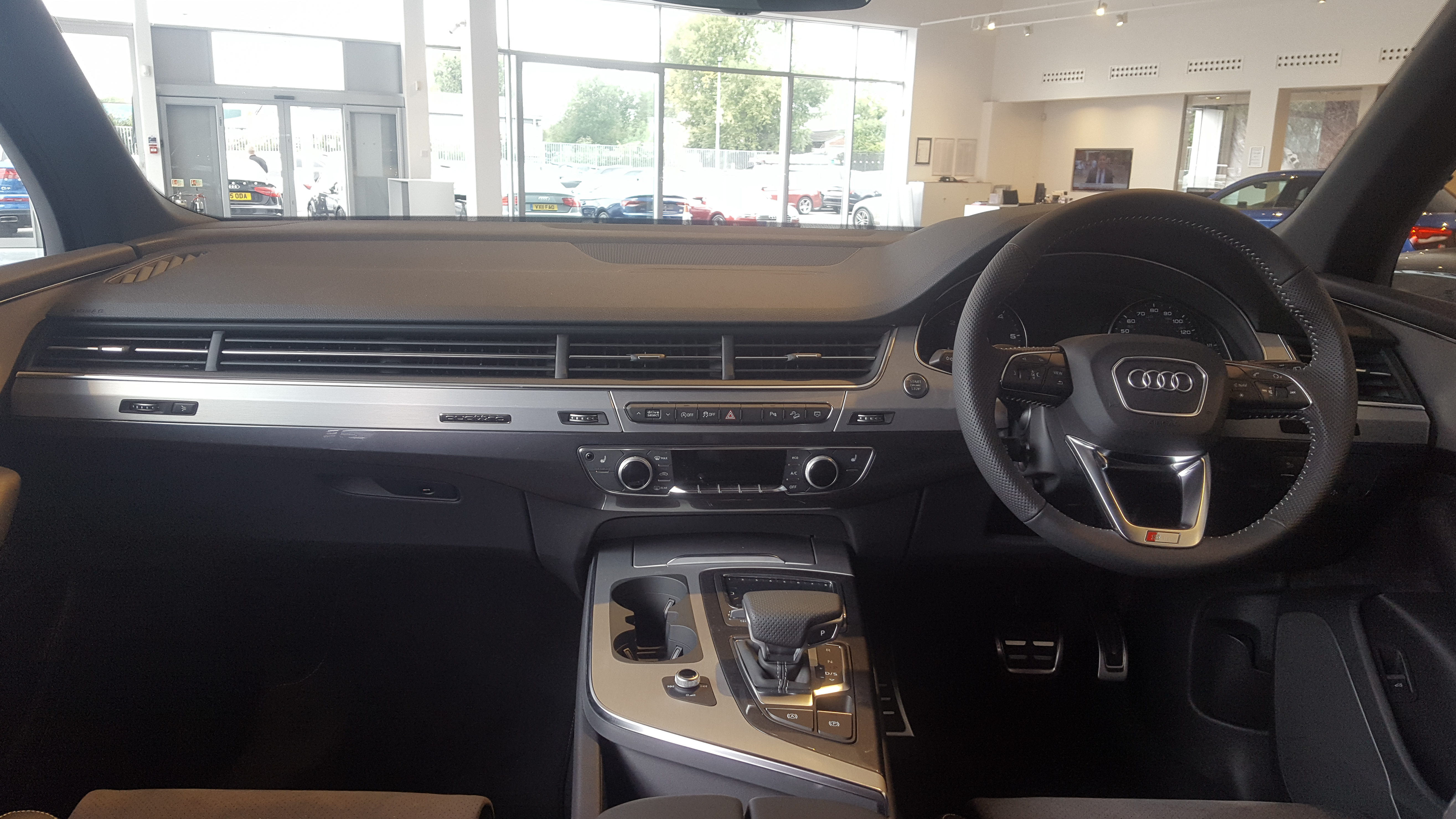
內飾

2015年1月，Q7（內部代號Typ 4M）第二代在底特律的北美車展上亮相，同年開始銷售。